# Čikečka vas
Čikečka vas este o localitate din comuna Moravske Toplice, Slovenia, cu o populație de 95 de locuitori.